# Брюховецкий, Фёдор Фёдорович
Фёдор Фёдорович Брюхове́цкий (16 (29) мая 1915, Екатеринодар — 18 марта 1991, Краснодар) — советский педагог, директор школы, заслуженный учитель школы РСФСР, кандидат педагогических наук. Ф. Ф. Брюховецкий продолжал идеи А. С. Макаренко по организации коллектива, создал многие школьные обычаи, получившие широкое распространение в школах Союза, включая такие, как День знаний, праздник первого и праздник последнего звонка, работал над созданием на основе школы культурного центра.

## Биография
Фёдор Брюховецкий родился в Екатеринодаре (дореволюционное название Краснодара) 16 (29) мая 1915 года. Отец работал машинистом паровозного депо, они с женой растили четырёх дочек и двух сыновей. После школы Фёдор окончил Краснодарский педагогический институт,
войну встретил, уже будучи школьным учителем на станции Зверево под Ростовом. Оттуда уехал в эвакуацию в Сибирь, где год преподавал в школе села Шарыпово Красноярского края, а, вернувшись, был назначен зимой 1943 года директором краснодарской мужской школы № 58 (позже её объединили с женской № 54, присвоив ей № 12).
Школу Брюховецкого, который всегда первым приходил в классы и никогда не повышал голоса на ребят, порой называли краснодарской «республикой ШКИД». Ведь учениками в ней были росшие в военной безотцовщине, голоде и лишениях дети. Под школу отвели едва ли не единственное на улице Железнодорожной уцелевшее при бомбёжках здание — бывшее реальное училище. Там, после освобождения Краснодара от фашистов, не было не то что чернил, стульев и парт, но даже дров, чтобы протопить холодное здание.
В этих условиях первой задачей у Брюховецкого оказалось удовлетворение самых насущных потребностей детей. Но он, как и Макаренко, не ограничивается просьбами начальству о всём готовом. Молодой директор выбивает делянку леса и участок в четыре гектара запущенной земли в 40 км от Краснодара. Ученики пилят и рубят дрова, грузят их в вагоны.

«Тепло стало не только в школе, но и в ребячьих душах — от сознания исполненного долга и чувства коллектива», — вспоминал Брюховецкий. Весною каждый класс — учителя, ученики и родители, корчевавшие тёрн до кровавых мозолей и чудом раздобывшие семена, там засеяли школьный огород. К началу нового учебного года в школьной столовой каждый из ребят к кусочку чёрного хлеба получал тарелку борща или супа из собранного ученическими бригадами урожая.

23 января 1944-го в школу пришло письмо из города на Неве:

«Защищавшему честь и свободу нашей Родины, а также честь школы, воспитавшей его, выпускнику Александру Мироненко за оборону Ленинграда присвоено звание Героя Советского Союза».

Событие это произвело огромное впечатление на учащихся, требовало душевного отклика. Фёдор Фёдорович выразил общее настроение в предложении отметить его как праздник.
С тех пор в этот день у учеников был праздник «За честь школы» с концертами, самодельными подарками и занесением лучших в Книгу почёта.
И другие обычаи и праздники в школе Брюховецкого рождались из важнейших событий школьной жизни. Вскоре это стало педагогическим кредо Фёдора Фёдоровича.
О том, насколько соответствует такой подход жизни, говорит то, что многие обычаи и праздники, возникшие в школе под его руководством, вскоре (с 1950-х) годов постепенно начинают получать всё более широкое распространение и в других школах, а часть из них, такие, как День знаний и Прощание с букварём, Праздник первого и Праздник последнего звонка давно стали всенародными.
Часть праздников, естественно, были и остались обычаем школы Фёдора Фёдоровича. Среди них:
- День памяти погибших в Великую Отечественную учеников и учителей (отмечая его 8 мая, дети сами создали проект памятника героям),
- Праздник творчества и труда во вторую субботу мая. Его отмечали трудовыми десантами в детсады, сбором металлолома и макулатуры, строительством школьного стадиона или выставкой поделок.
- в конце мая больше тысячи человек: ученики, учителя и родители — выбирались на пикник на берег реки Кубани с песнями, костром и печёной картошкой…[2]

Коллективный труд и отдых естественно привели к возникновению демократического школьного самоуправления. Было создано два ученических комитета (учкома) — по числу смен, в которые учились дети: на время каждой избираемые на собраниях дежурные классы поддерживали чистоту и порядок в школе. А раз в год — в день рождения педагога Антона Макаренко, чьё имя вскоре стала носить школа, — становились директорами и завучами учебного заведения, вели уроки.
С 1951 года школа стала опытной площадкой НИИ теории и истории педагогики АПН СССР, что позволило не только сохранить полученный опыт воспитания и обучения, но и более широко делиться им с коллегами из других школ, пробовать и осваивать новые возможности развития школьного коллектива.
По мнению самого Брюховецкого, положение опытной площадки позволило решить следующие вопросы воспитания в школе:
- проблему педагогического коллектива;
- проблему структуры и самоуправления детского коллектива;
- проблему накопления опыта коллективных действий и коллективных переживаний;
- проблему закрепления опыта коллективной жизни в традициях.[3]

В этой школе родилась традиция «дежурных классов», которые потом стали обыденным явлением, а в 1950-е годы являлись проявлением высшей демократии, воплощением идей сотрудничества педагогов и воспитанников.
Важнейшей чертой воспитательной системы Брюховецкого стала серьёзная трудовая деятельность, охватывавшая все школьные классы. В школе с первых лет утвердился обычай коллективного труда, который на многие годы стал здесь ведущей деятельностью. Периодически на первый план выходили различные виды труда: самообслуживание, работа на пришкольном участке, строительство стадиона, создание памятника ученикам и учителям школы, погибшим в Великой Отечественной войне, трудовые десанты и тому подобные.
Для развития воспитательной системы Брюховецкого важнейшим оказалась идея о связи перспективы и обычая (у Макаренко «завтрашней радости»): воплощаемая перспектива закрепляется в обычаях, сложившийся обычай требует новой перспективы.
Постоянно шёл поиск большого общешкольного дела, объединяющего весь коллектив. После того как вошёл в традицию праздник «За честь школы», коллектив был нацелен на строительство школьного стадиона, затем, в середине 1950-х годов, таким делом стала большая военизированная игра, в середине 1960-х всех объединило строительство памятника ученикам и учителям школы и так далее. Непрерывное движение и обновление способствовало устойчивости системы.
Важной составляющей деятельности школы стало и налаживание шефских связей, причём шефов привлекали в систему самоуправления школы. Таким образом, творчески применяя и дополняя опыт Макаренко в условиях послевоенного времени, Ф. Ф. Брюховецкий создал новый тип объединения воспитателей — коллектив педагогов, родителей и шефов.
В школе имени Макаренко за годы работы под руководством Ф. Ф. Брюховецкого большое внимание уделялось культурной жизни коллектива: работали драмкружок, хор, танцевальный ансамбль и кукольный театр. По общему признанию она стала культурным центром не только для ближайшей окрестности, но и всего Краснодара.
Фёдор Фёдорович следил за судьбами своих выпускников. Среди них:
- соратник Королёва и лауреат Госпремии Игорь Александрович Вотяков;
- художник-постановщик киностудии имени Довженко Георгий Прокопец, который, не имея одной руки, создал фильмы «В бой идут одни «старики» и «Аты-баты, шли солдаты» и другие.[2]

## Участие в биографических исследованиях о А. С. Макаренко
Как известно, многие факты биографии А. С. Макаренко, длительное время по разным причинам были малоизвестны заинтересованной литературной и педагогической общественности. Среди них — и обширная переписка педагога-писателя с родными и со своими читателями, богатая образами и содержательно, помогающая полнее и точнее представить автора и его окружение с менее жёсткими цензурными ограничениями или даже без них. Оказывается, что две корреспондентки писем А. С. Макаренко через четверть века после окончания ВОВ жили недалеко от Ф. Ф. Брюховецкого: Лидия Никитична Разумова — в Краснодаре и Татьяна Васильевна Турчанинова — в Евпатории. Они сохранили свою переписку с А. С. Макаренко и в «Учительской газете» от 11 марта 1978 г. появились пять писем к Лидии Разумовой (по представлению Ф. Ф. Брюховецкого), а также извлечения из семи писем к Татьяне Турчаниновой (представленные Б. Волковым).

## Награды и общественное признание
- Заслуженный учитель школы РСФСР;
- Орден Октябрьской Революции;
- Орден Трудового Красного Знамени;
- Медаль К. Д. Ушинского;
- Почётный гражданин города Краснодара (25.01.1985)[6].

## Сочинения
- Брюховецкий Ф. Ф. Воспитание школьного коллектива. //Из опыта учебно-воспитательной работы школ. Прил. к журналу «Советская педагогика», кн. 4, - М.: АПН РСФСР, 1952. С. 355-362.
- Брюховецкий Ф. Ф. Некоторые вопросы работы ученического комитета в школе. //Опыт внутришкольного руководства, М.: АПН РСФСР, 1955. -С. 194-208.
- Брюховецкий Ф. Ф. Традиционный праздник «За честь школы». // Из опыта организации и воспитания ученического коллектива, — М.: АПН РСФСР, 1955. — С. 165—178.
- Брюховецкий Ф. Ф. Воспитательная система школы. Проблемы и поиски.- М.: АПН РСФСР, 1958.
- Брюховецкий Ф. Ф. О педагогическом коллективе школы. // Воспитательные функции педагогического коллектива. М.: АПН РСФСР, 1958.
- Брюховецкий Ф. Ф. Школьные будни. Краснодар, 1960. - 60с.;
- Брюховецкий Ф. Ф. Какие проблемы нам удалось решить// в сб.: Проблемы коллективного воспитания (Мат-лы Первых Всес. пед. чтений), М.: АПН РСФСР, 1968;
- Брюховецкий Ф. Ф. О педагогическом коллективе школы // в сб.: Воспитат. функции пед. коллектива, М., 1985 (соавт.)